# Robert Nilsson (konstnär)

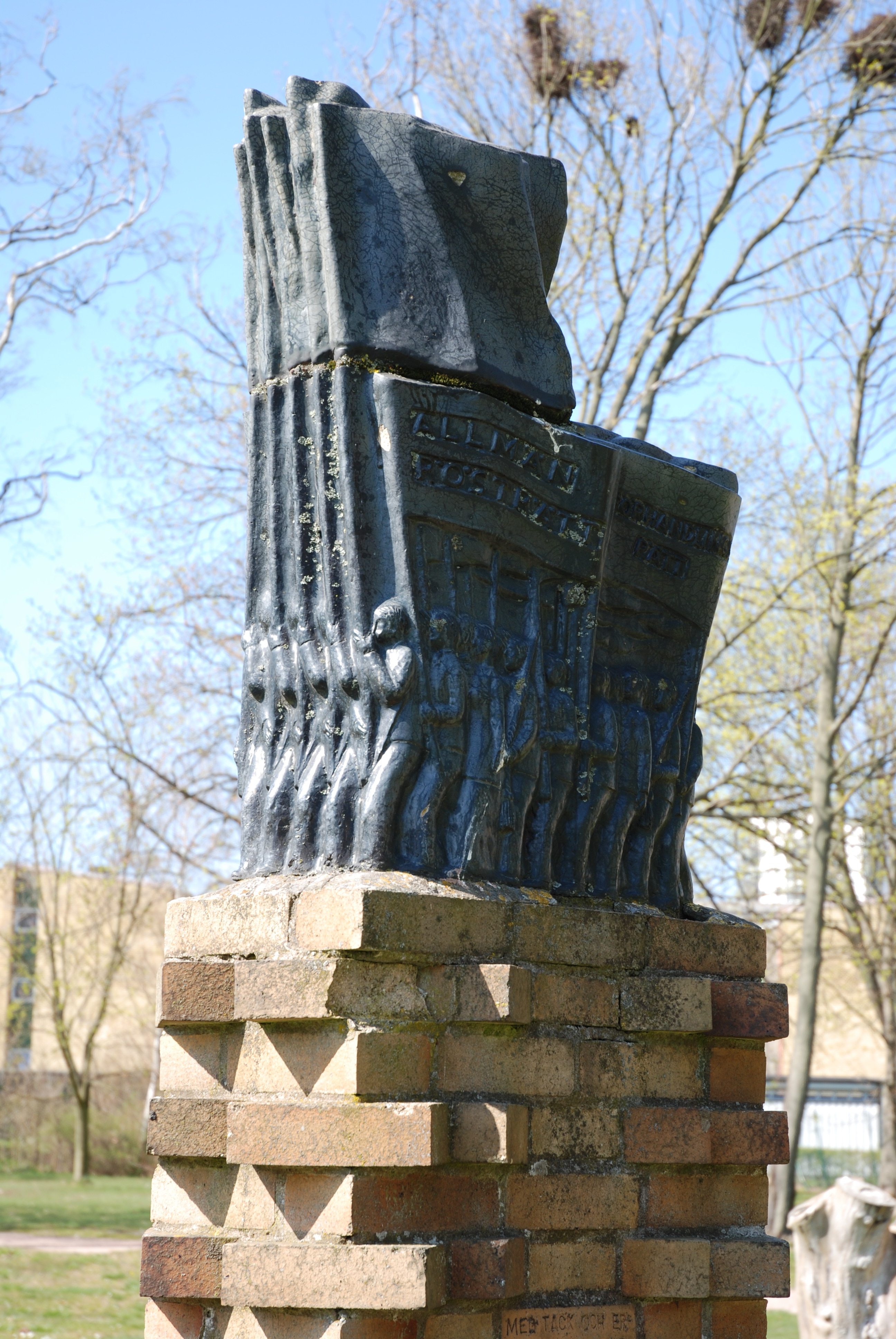
Demonstrationståget (1956), saltglaserat stengods, Folkparken i Höganäs.

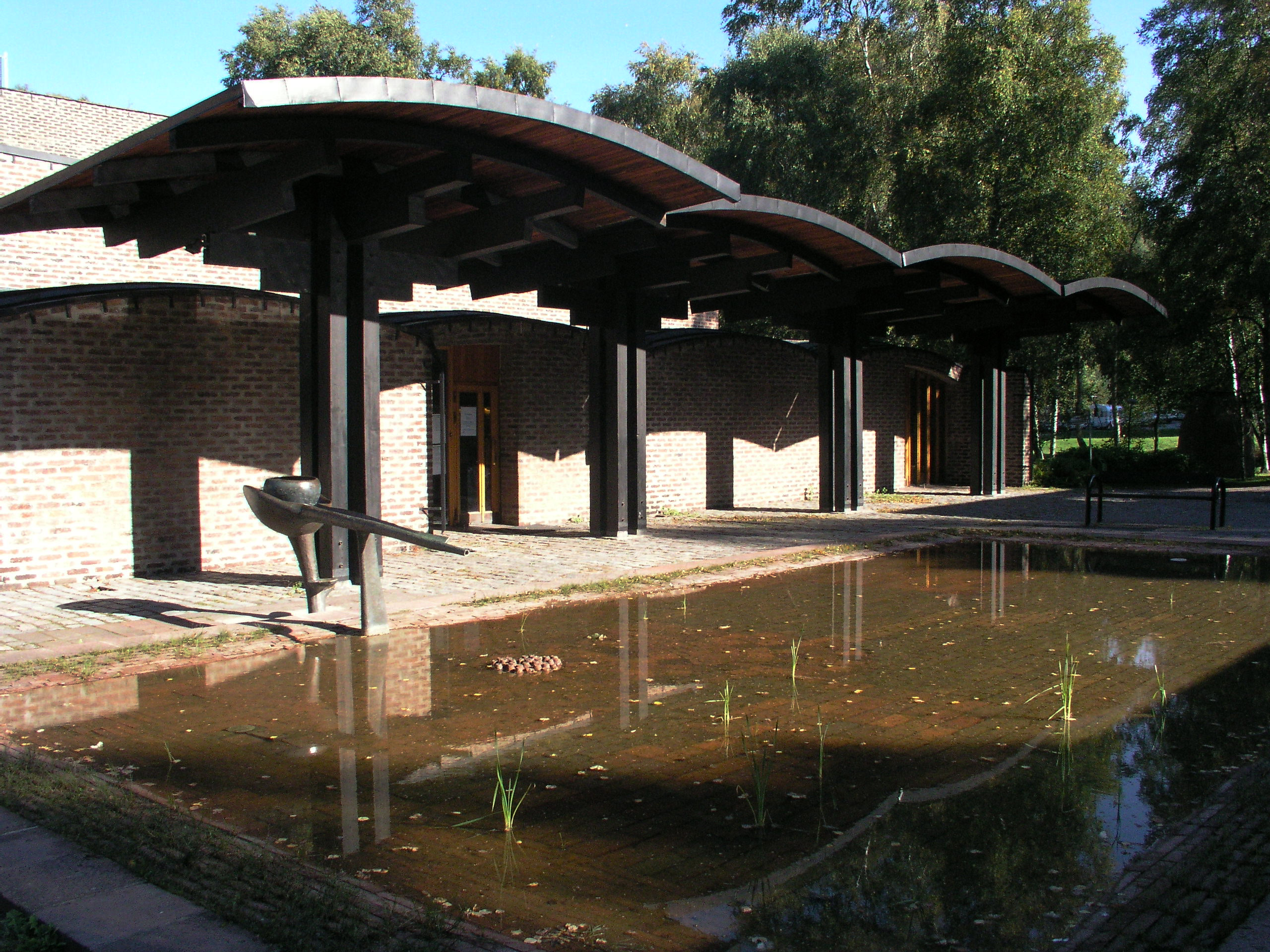
Lotusblomman (1956–1963), fontän i brons, utanför Markuskyrkan i Björkhagen i Stockholm.

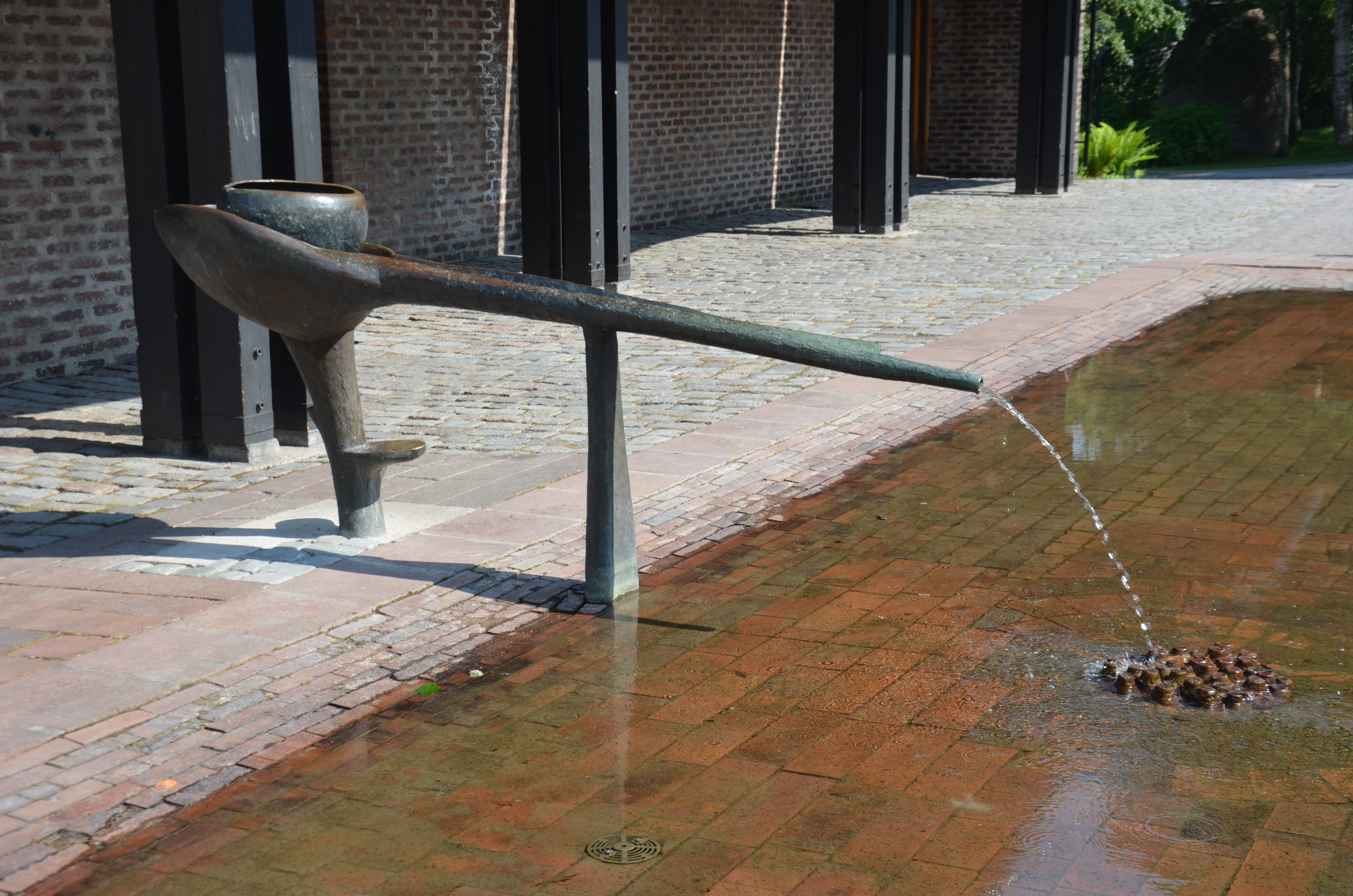
Lotusblomman, fontänen i brons i närbild, utanför Markuskyrkan i Björkhagen i Stockholm.

Robert Karlheim Nilsson, född 6 september 1894 i Brunnby församling i Höganäs i Malmöhus län, död 25 juli 1980 i Höganäs församling i Malmöhus län, var en svensk skulptör och keramiker.

## Utbildning
Nilsson utbildade sig för keramikern och skulptören Albin Hamberg (1875–1968) på Höganäs tekniska yrkesskola, samt vid Møller & Bøgely Keramikfabrik i Snekkersten och vid P Ipsens Enkes Terrakottafabrik i Köpenhamn. Därefter utbildade han sig vid Högre Konstindustriella Skolan 1921–1924 och vid Konstakademien i Stockholm 1924–1928. Han var frånvarande under läsåret 1927–1928 för att göra en studieresa till Indien och Burma. Vid Konsthögskolan erhöll han ett förstapris och två resestipendier, som han använde till att besöka Grekland under vintern 1929 och Rom under vintern 1930. Han erhåll under 1929–1931 statens stora konstnärsstipendium på 4000 kronor.

## Liv och verk

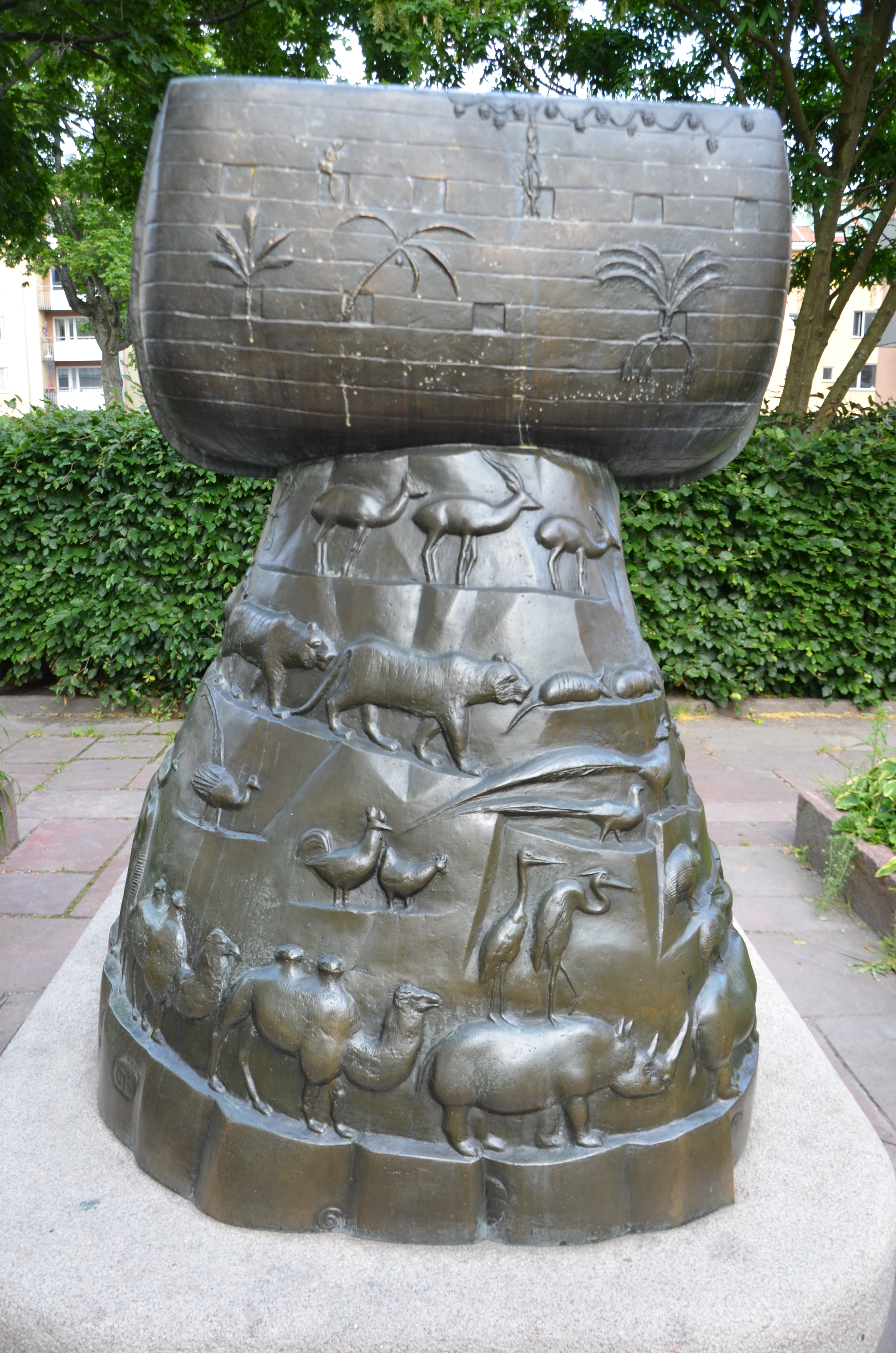
Noaks ark (1968), brons, Gotlandsgatan 44, Södermalm, Stockholm.

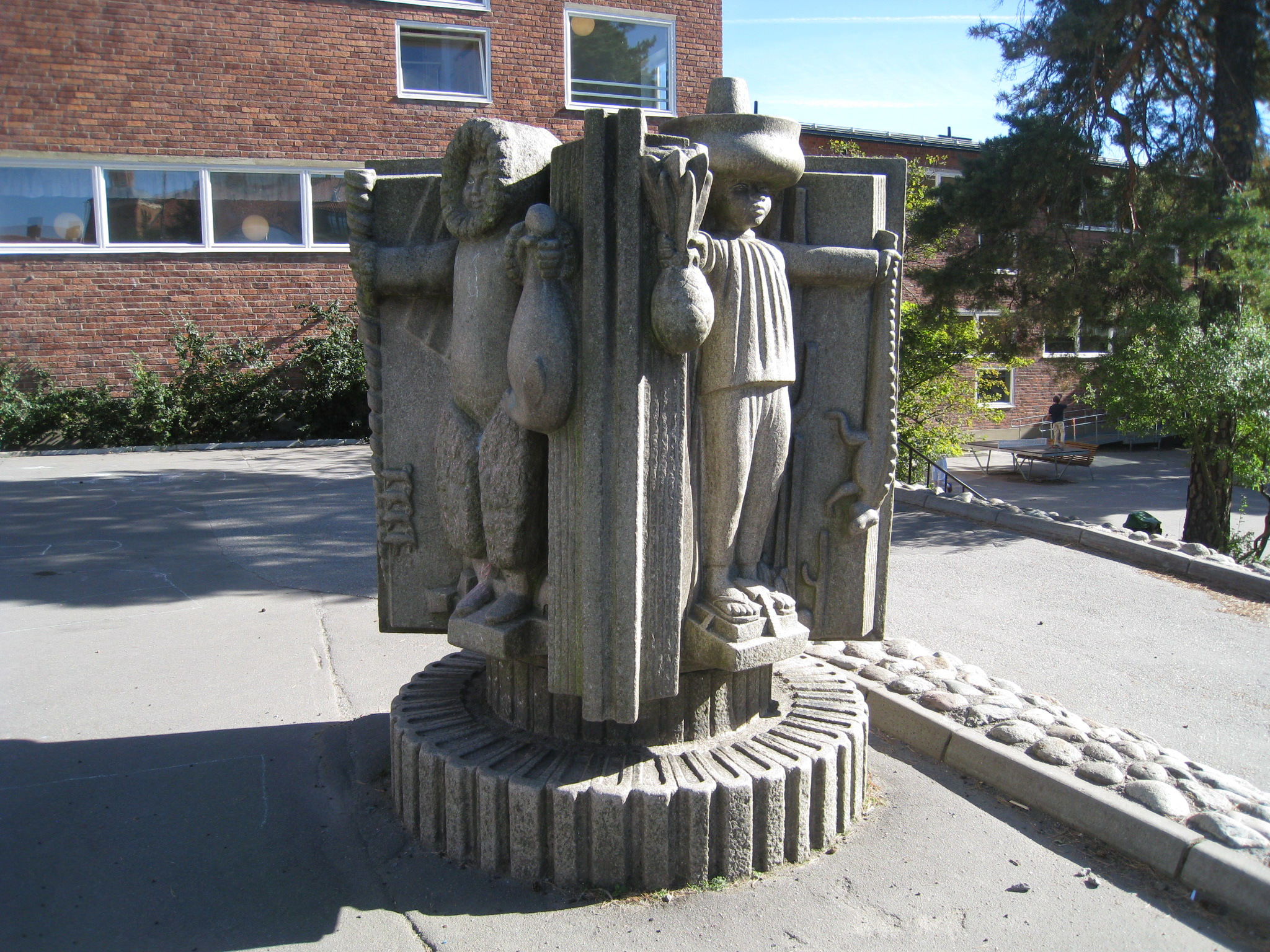
Öst är öst och väst är väst är skapad 1938–1939, granit, skulpturen restes 1945 på Alviksskolans skolgård, Tranebergsvägen 73, Bromma, Stockholm.

Sitt stora genombrott fick Robert Nilsson vid Världsutställningen i Paris 1937 där han, tillsammans med Eric Grate, utförde en stor vägg i Höganäskeramik i entréhallen till den svenska paviljongen.
Som pedagog och företrädare för att konsthantverket skulle få en mer utökat verksamhetsområde har Nilsson haft stor betydelse. Han erhöll 1943 ett konstnärsstipendium på två år samt invaldes samma år i Statens konstråd och 1944 som ledamot i Konstakademien.
Nilsson var 1945–1947 tillförordnad och 1947–1957 ordinarie huvudlärare i skulptur på Högre Konstindustriella Skolan i Stockholm.
Han har gjort utsmyckningar i ett flertal svenska kyrkor och många offentliga skulpturer, bland annat i födelsestaden Höganäs. Han har erhållit första pris för monumentet över förlista sjömän i Helsingborg.

## Representerad
- Nationalmuseum[5] i Stockholm.

## Familj
Robert Nilsson var gift med textilkonstnären Barbro Nilsson och var far till fotografen Pål-Nils Nilsson. Makarna Nilsson är begravda på Brunnby kyrkogård.

## Offentliga verk i urval

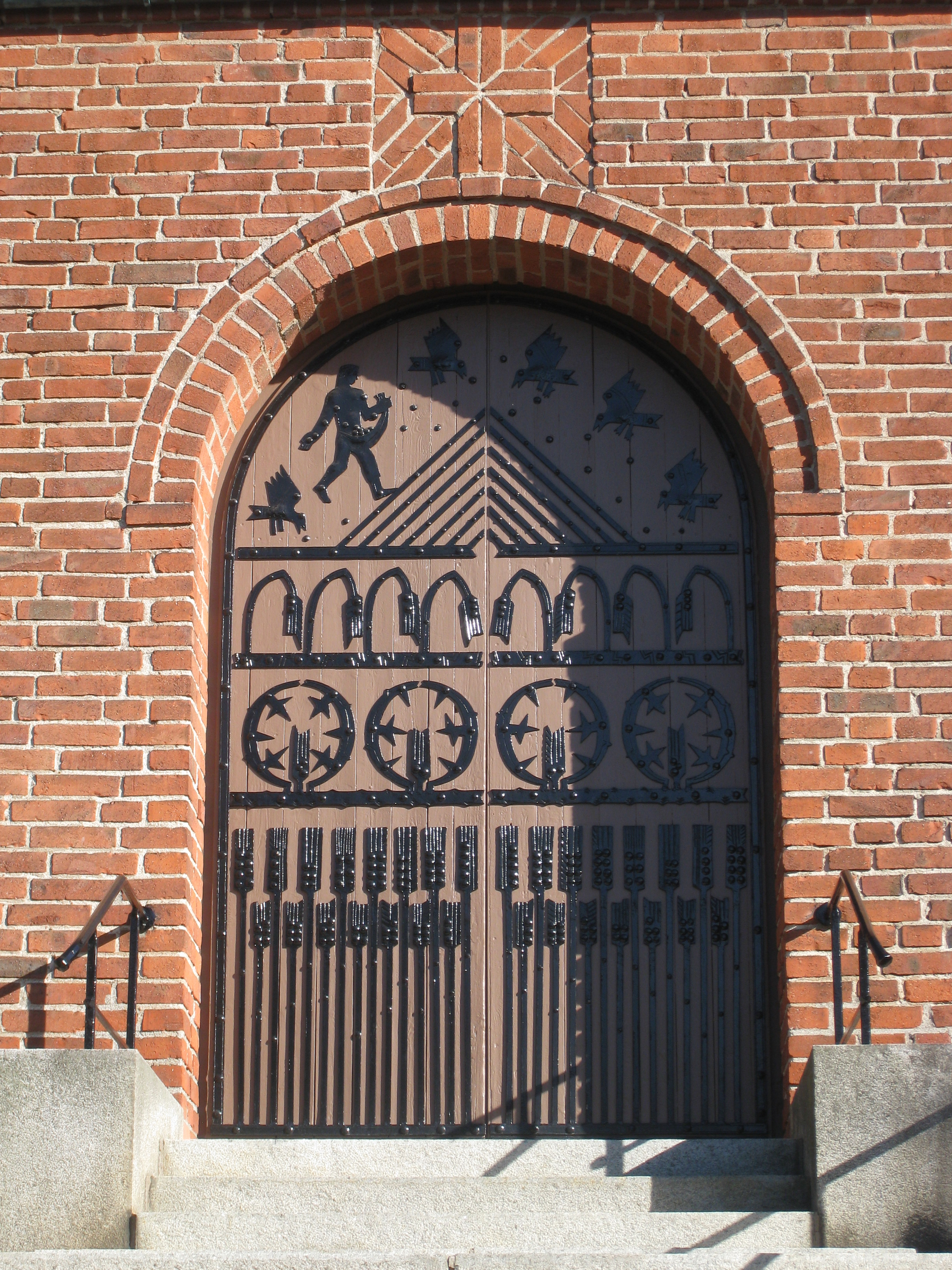
Kyrkporten till Västerledskyrkan i Bromma är skapad 1932 av Robert Nilsson. Porten är av furu med järnsmidesornamentik och föreställer liknelsen om sädesåkern. Konstsmeden Arnold Karlström (1901-1985) har utfört själva smidesarbetet.

- 1932 Järnsmide till kyrkport samt predikstol med reliefer och relief till altare i Västerledskyrkan i Bromma, Stockholm.
- 1934 Målningar till läktare, Gräsö kyrka i Norra Roslagen.
- 1936 Minnestavla i brons över Engelbrekt Engelbrektsson i Nikolaikyrkan i Örebro.
- 1937 Keramikvägg utförd tillsammans med Erik Grate till svenska paviljongen, Världsutställningen i Paris 1937.
- 1938–1939 Öst är öst och väst är väst, skulptur i granit, skulpturen är rest 1945 på Alviksskolans skolgård i Bromma, Stockholm. Skulpturen är fyrsidig och avbildar fyra människor, en kines, en eskimå, en mexikan och en afrikanska. Kring varje figur finns åtskilliga detaljer från vars och ens miljöer. På en annan del av skolgården finns två lekfigurer, en häst och en sköldpadda.
- 1939 Reliefväggar i Svenska Amerika Liniens M/S Stockholm.
- 1943 Gud giver växten, väggdekor, polykrom keramik, Sankt Knuts kapell, Östra kyrkogården, Malmö.
- 1943 Kristusframställning, polykrom keramik, Gustav Adolfs församlingshem, Helsingborg.
- 1944 S:t Göran och draken, marmorrelief i entrén till Mariebergs kollektivhus på Kungsholmen i Stockholm.
- 1945 Tro, hopp och kärlek, relief, fris ovanför entrén till det Sjöstenska huset, Strandgatan 11, Höganäs
- 1947 Av jord, eld, vatten, luft skapade de gamle..., fasaddekor, stengodsrelief, på ytterväggen till Höganäs-Billesholms AB:s laboratoriebyggnad på Bruksgatan i Höganäs.
- 1949 Stuckutsmyckning, Gubbängens folkskolas aula i södra Stockholm
- 1949 (1950) Sjömansmonumentet, fontänskulptur, granit och diabas, vid restaurang Parapeten i Helsingborg (flyttad från Öresundsparken, Helsingborg).
- 1951 Genombruten skärmvägg i trä, Hotell Malmen, Götgatan 49-51 på Södermalm, Stockholm.
- 1951 Förlagor för mynt, Gustaf VI Adolf, 1-, 2- och 5-öre.
- 1956 Demonstrationståget, saltglaserat stengods, Folkparken i Höganäs (tillsammans med Åke Holm.
- 1958 Fris, polykroma väggplattor, Sundsvalls Enskilda Bank, Gävle.
- 1958 Vågspel , skulptur, brons, utanför Konstvetenskapliga institutionen vid Uppsala universitet, Uppsala
- 1959 Sjöjungfrurna (även känd som Spättorna), sjöjungfrur med spättor på huvudet, brons, Kvickbadet i Höganäs.
- 1960 Venus uppstiger från sin snäcka i havet, brons, utanför Höganäs AB:s huvudkontor i Höganäs.
- 1956–1963 Den gode herden, utsmyckningar, skulptur i förgylld koppar, takarmatur i mässing, relief på porten och Lotusblomman, fontän i brons, utanför Markuskyrkan i Björkhagen i Stockholm. Textil i samarbete med hustrun textilkonstnären Barbro Nilsson. De två gobelängerna på korväggen är komponerade av Robert Nilsson och vävda av hans hustru Barbro Nilsson.[7] Mönstrade keramikplattor och altarutsmyckning.
- 1968 Noaks ark, skulptur i brons, Gotlandsgatan, Stockholm.
- 1974 Helgeandskyrkan, Lund.
- Stuckrelieferna i Konserthuset i Stockholm (tillsammans med Nils Olsson).
- Stuckrelief i Stadsbiblioteket i Göteborg.
- Ark i brons, dopkapellet i Martin Luthers kyrka i Halmstad.
- Fyra stuckreliefer på stora gårdens sydvägg, Historiska museet i Stockholm.
- Stuckrelief i Sankt Görans kolumbarium, Kungsholmen i Stockholm.[8]